# 大泊駅
大泊駅（おおどまりえき）は、三重県熊野市大泊町にある、東海旅客鉄道（JR東海）紀勢本線の駅である。

## 歴史
- 1956年（昭和31年）4月1日：国鉄紀勢西線（現・紀勢本線）紀伊木本駅（現・熊野市駅） - 新鹿駅間延伸時に開設。
- 1959年（昭和34年）7月15日：線路名称改定。紀勢西線が紀勢本線へ編入、同線の駅となる[1]。
- 1972年（昭和47年）10月15日：専用線発着車扱貨物を除く貨物取扱廃止[2]。
- 1983年（昭和58年）12月21日：荷物扱い廃止[3]。
- 1986年（昭和61年）11月1日：専用線発着車扱貨物取扱廃止[4]、無人駅化[5]。
- 1987年（昭和62年）4月1日：国鉄分割民営化に伴い、JR東海の駅となる[1]。

## 駅構造
単式ホーム1面1線を有する地上駅。駅舎西側に側線が1線あり、保線車両が留置されている。
以前は島式ホーム1面2線であった。側線北側にも線路が敷かれており、列車交換可能であった。現在も、ホーム待合所構造等に島式ホーム時代の名残りが見られる。この他、近隣のセメント会社に向けて貨物用側線が延びていた。
プレハブ工法駅舎は開業当初からのもので、周辺の駅と意匠が良く似ているが規模は小さい。熊野市駅管理の無人駅。駅舎内部にはシャッターの下ろされた出札口が残っている。トイレは東側に設置されている。

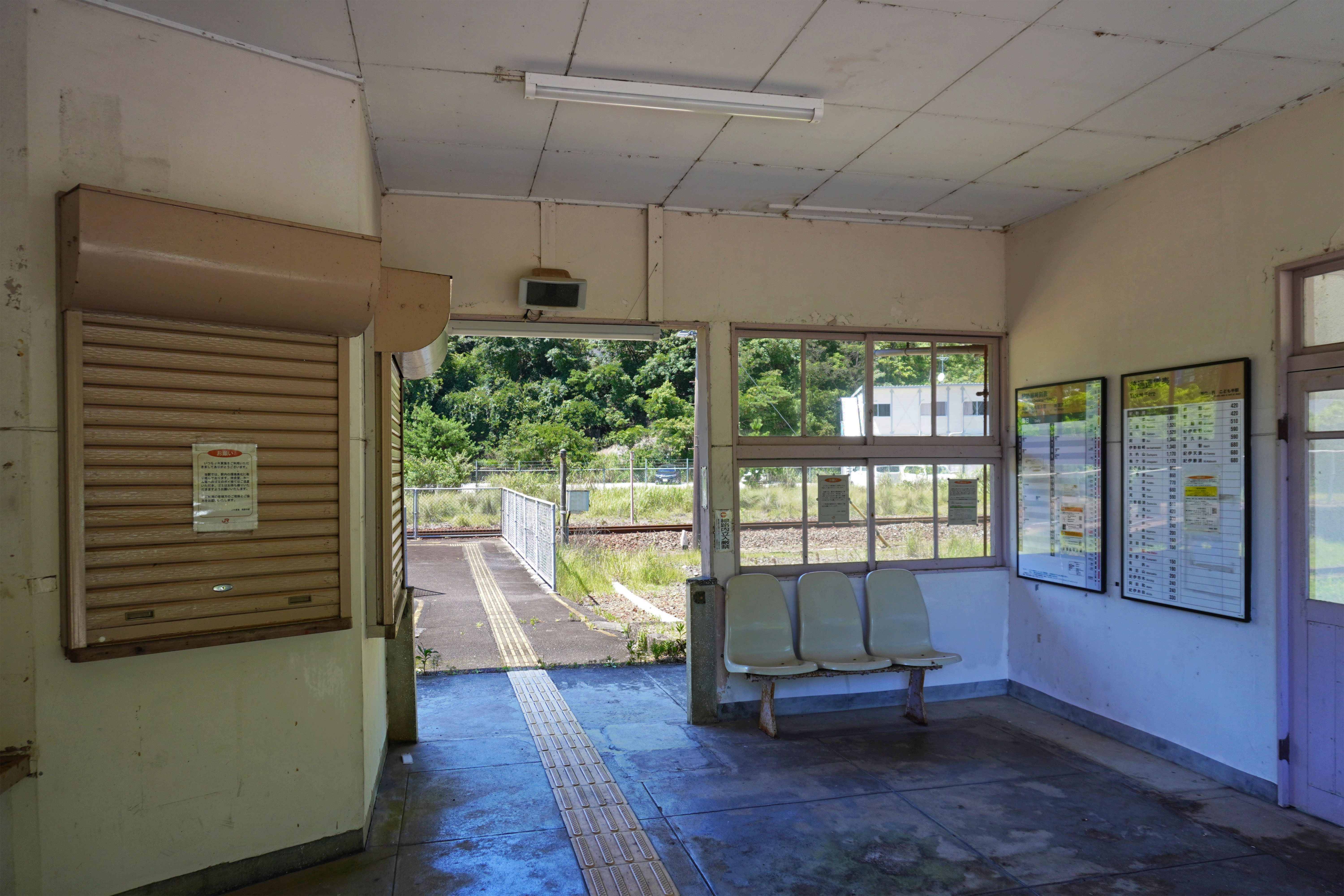
待合室（2023年7月）
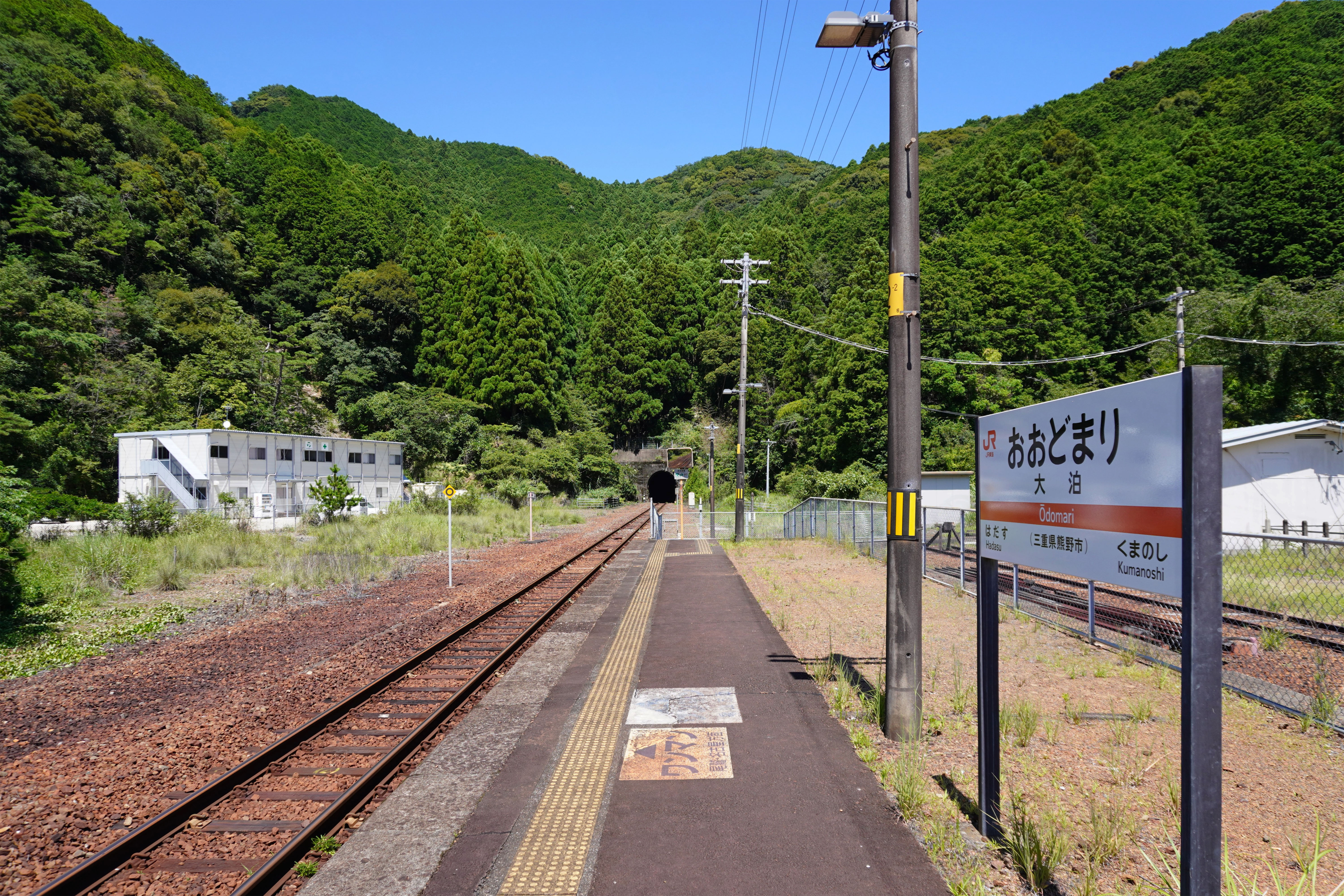
ホーム（2023年7月）

## 利用状況
「三重県統計書」によると、近年の1日平均乗車人員の推移は以下の通り。
| 年度   | 1日平均 乗車人員 |
| ------ | ---------------- |
| 1998年 | 13               |
| 1999年 | 11               |
| 2000年 | 11               |
| 2001年 | 12               |
| 2002年 | 9                |
| 2003年 | 9                |
| 2004年 | 8                |
| 2005年 | 7                |
| 2006年 | 8                |
| 2007年 | 7                |
| 2008年 | 7                |
| 2009年 | 8                |
| 2010年 | 8                |
| 2011年 | 8                |
| 2012年 | 7                |
| 2013年 | 6                |
| 2014年 | 6                |
| 2015年 | 7                |
| 2016年 | 4                |
| 2017年 | 6                |
| 2018年 | 6                |
| 2019年 | 4                |

## 駅周辺
大泊の集落から少し上がった高台にある。
- 大泊海水浴場 - 中上健次の小説『枯木灘』にて、主人公の秋幸らが訪れる。
- 太平洋セメント 熊野サービスステーション
- 熊野警察署 泊駐在所
- 国道311号
- 熊野尾鷲道路 熊野大泊IC
- 鬼ヶ城 - ユネスコ世界遺産の海岸景勝地
- 熊野古道伊勢路・松本峠
- 清滝

### バス路線
西口にある「大泊」停留所より、以下の路線バスやコミュニティバスが発着する。
- 三重交通（南紀営業所）
  - 大又大久保・松阪中央病院
  - 三交南紀
- 熊野市自主運行バス「潮風かほる熊野古道線」
  - 二木島駅

## 隣の駅
東海旅客鉄道（JR東海）
■紀勢本線
波田須駅 - 大泊駅 - 熊野市駅